# Codyville (Maine)
Codyville ist ein Unorganized Territory im Washington County des Bundesstaates Maine in den Vereinigten Staaten. Im Jahr 2010 lebten dort 13 Einwohner in 16 Haushalten (in den Vereinigten Staaten werden auch Ferienwohnungen als Haushalte gezählt) auf einer Fläche von 62,4 km².

## Geographie
Nach dem United States Census Bureau hat Codyville eine Gesamtfläche von 142,5 km², von der 142,0 km² Land sind und 0,53 km² aus Gewässern bestehen.

### Geographische Lage
Codyville liegt im Norden des Washington Countys. Mehrere Seen grenzen an das Gebiet der Town. Im Westen liegt der Little Tomah Lake. Einige Flüsse fließen in südliche Richtung durch das Gebiet. Die Oberfläche ist eher eben, der 320 m hohe Tomah Mountain ist die höchste Erhebung auf dem Gebiet.

### Nachbargemeinden
Alle Entfernungen sind als Luftlinien zwischen den offiziellen Koordinaten der Orte aus der Volkszählung 2010 angegeben.
- Norden, Osten: North Washington, Unorganized Territory, 34,6 km
- Süden: Waite, 15,7 km
- Westen: Topsfield, 7,0 km

### Stadtgliederung
In Codyville gibt es keine wirklichen Ansiedlungen. Die Häuser verteilen sich zumeist entlang der Maine State Route 9.

### Klima
Die mittlere Durchschnittstemperatur in Codyville liegt zwischen −11,1 °C (12 °F) im Januar und 20,6 °C (69 °F) im Juli. Damit ist der Ort gegenüber dem langjährigen Mittel der USA um etwa 9 Grad kühler. Die Schneefälle zwischen Oktober und Mai liegen mit bis zu zweieinhalb Metern mehr als doppelt so hoch wie die mittlere Schneehöhe in den USA; die tägliche Sonnenscheindauer liegt am unteren Rand des Wertespektrums der USA.

## Geschichte
Das Gebiet wurde vermessen als Township No. 9, Second Range North of Bingham's Penobscot Purchase (T9 R2 NBPP), auch genannt Hingham Academy Grant, nach einem Grant zugunsten der Hingham Academy. Benannt wurde das Gebiet nach dem ersten Siedler.
Als Plantation wurde Codyville am 29. Mai 1871 organisiert, nachdem bereits 1845 eine Organisation erfolgte, um den Bewohnern das Wahlrecht zu ermöglichen. Im Jahr 2019 erfolgte die Deorganisation, da der Bevölkerungsrückgang in dem Gebiet es den verbliebenen Bewohnern nicht mehr ermöglichte, die öffentlichen Aufgaben einer Plantation eigenständig auszufüllen. Seitdem ist Codyville ein Unorganized Territory.

### Einwohnerentwicklung
| Volkszählungsergebnisse – Unorganized Territory of Codyville, Maine | Volkszählungsergebnisse – Unorganized Territory of Codyville, Maine | Volkszählungsergebnisse – Unorganized Territory of Codyville, Maine | Volkszählungsergebnisse – Unorganized Territory of Codyville, Maine | Volkszählungsergebnisse – Unorganized Territory of Codyville, Maine | Volkszählungsergebnisse – Unorganized Territory of Codyville, Maine | Volkszählungsergebnisse – Unorganized Territory of Codyville, Maine | Volkszählungsergebnisse – Unorganized Territory of Codyville, Maine | Volkszählungsergebnisse – Unorganized Territory of Codyville, Maine | Volkszählungsergebnisse – Unorganized Territory of Codyville, Maine | Volkszählungsergebnisse – Unorganized Territory of Codyville, Maine |
| Jahr                                                                | 1800                                                                | 1810                                                                | 1820                                                                | 1830                                                                | 1840                                                                | 1850                                                                | 1860                                                                | 1870                                                                | 1880                                                                | 1890                                                                |
| ------------------------------------------------------------------- | ------------------------------------------------------------------- | ------------------------------------------------------------------- | ------------------------------------------------------------------- | ------------------------------------------------------------------- | ------------------------------------------------------------------- | ------------------------------------------------------------------- | ------------------------------------------------------------------- | ------------------------------------------------------------------- | ------------------------------------------------------------------- | ------------------------------------------------------------------- |
| Einwohner                                                           |                                                                     |                                                                     |                                                                     |                                                                     |                                                                     |                                                                     | 63                                                                  | 62                                                                  | 79                                                                  | 72                                                                  |
| Jahr                                                                | 1900                                                                | 1910                                                                | 1920                                                                | 1930                                                                | 1940                                                                | 1950                                                                | 1960                                                                | 1970                                                                | 1980                                                                | 1990                                                                |
| Einwohner                                                           | 68                                                                  | 69                                                                  | 80                                                                  | 89                                                                  | 79                                                                  | 62                                                                  | 38                                                                  | 45                                                                  | 43                                                                  | 35                                                                  |
| Jahr                                                                | 2000                                                                | 2010                                                                | 2020                                                                | 2030                                                                | 2040                                                                | 2050                                                                | 2060                                                                | 2070                                                                | 2080                                                                | 2090                                                                |
| Einwohner                                                           | 19                                                                  | 24                                                                  | 13                                                                  |                                                                     |                                                                     |                                                                     |                                                                     |                                                                     |                                                                     |                                                                     |

## Wirtschaft und Infrastruktur

### Verkehr
Die Maine Street 6 verläuft in westöstlicher Richtung durch das Gebiet und verbindet Codyville im Westen mit Topsfield.

### Öffentliche Einrichtungen
Es gibt keine medizinischen Einrichtungen in Codyville. Die nächstgelegenen befinden sich in Calais.
In Codyville gibt es keine eigene Bücherei, die nächstgelegenen befinden sich in Danford, Princeton oder Baileyville.

### Bildung
Schülerinnen und Schüler von Codyville können die East Range II CSD School in Topsfield besuchen, da Codyville zum AOS 90 gehört.